# 抱茎箐姑草
抱茎箐姑草（学名：Stellaria vestita var. amplexicaulis）为石竹科繁缕属下的一个变种。